# Valdetórtola
Valdetórtola es un municipio español de la provincia de Cuenca, en la comunidad autónoma de Castilla-La Mancha. El término municipal, que incluye las localidades de Valdeganga de Cuenca, Tórtola y Olmedilla de Arcas, tiene una población de 123 habitantes (INE 2024).

## Geografía
Integrado en la comarca de Serranía Media, la capital del municipio, Valdeganga de Cuenca, se sitúa a 23 km de la capital provincial. El término municipal está atravesado por la carretera N-420, entre los pK 408 y 415, y por la carretera autonómica CM-2100, que permite la comunicación con Las Valeras y Arcas. Además, una carretera local comunica las principales localidades del municipio. 
El relieve del municipio está definido por la serranía que asciende progresivamente hacia el este desde la ribera del río Júcar, que hace de límite por el oeste. La altitud oscila entre los 1120 m al este y los 830 m a orillas del Júcar. Valdeganga de Cuenca se alza a 898 m sobre el nivel del mar.
| Noroeste: Villar de Olalla      | Norte: Villar de Olalla y Arcas          | Nordeste: Arcas                   |
| Oeste: Fresneda de Altarejos    |                                          | Este: Arcas                       |
| Suroeste: La Parra de las Vegas | Sur: La Parra de las Vegas y Las Valeras | Sureste: Olmeda del Rey (exclave) |

## Historia
El municipio de Valdetórtola se creó en 1971 mediante la fusión de los términos municipales de Tórtola y Valdeganga de Cuenca, con capitalidad en la segunda localidad.

## Demografía
Valdetórtola cuenta con una población de 123 habitantes (INE 2024).
| Gráfica de evolución demográfica de Valdetórtola entre 1981 y 2021 |
| |
| Población de derecho según los censos de población del INE Población de hecho según los censos de población del INEEntre el censo de 1981 y el anterior, aparece este municipio porque se fusionan los municipios Tórtola y Valdeganga de Cuenca |